# Olorotitan
Az Olorotitan a hüllők (Reptilia) osztályának dinoszauruszok csoportjába, ezen belül a madármedencéjűek (Ornithischia) rendjébe, az (Ornithopoda) alrendjébe és a Hadrosauridae családjába tartozó nem.
Az Olorotitan egy Lambeosaurinae nem, amely a késő kréta korszakban élt. Maradványait Oroszországban, az Amuri terület Kundur nevű helységében, a Tsagayan rétegében találták meg. A maradványokat, melyek között egy majdnem teljes csontváz is van, Pascal Godefroit írt le 2003-ban. Az állat generikus neve magyarra fordítva „óriás hattyút” jelent, míg a faj specifikus nevét lelőhelyéről, Arhara megyéről kapta. Így a típusfajt Olorotitan arharensisnek hívják. Az Olorotitan eltér a többi kacsacsőrű dinoszaurusztól, mert taréja hátra mutat és fejsze vagy legyezőszerű alakú. Felfedezése bővítette a már úgyis fajokban gazdag Lambeosaurinae alcsaládot.

## Megjelenése
Az Olorotitannak van a legjobban megmaradt csontváza az észak-amerikai hadroszuruszokon kívül. Az állat hatalmas méretű volt, körülbelül akkora, mint a Parasaurolophus cyrtocristatus. Hossza elérhette a 12 métert. Az állatot több, más hadroszaurusztól eltérő jegy jellemzi. A legszembetűnőbb a fejszeszerű taréj, amely a koponyán ült. Magát a koponyát is 18 csigolya tartotta, a többi fajnak csak 15 csigolyája van. A keresztcsont, a 15-16 csigolyával, nagyobb számú volt, mint a többi fajnál. A farok első harmadában a csigolyák végén ízületek találhatók, amelyek igen merevvé tették a farkot. Az ilyen tulajdonsággal rendelkező farokkövületek arra hagynak következtetni, hogy ez nem valami betegség okozta merevség, hanem ez is a faj jellegzetessége, de ehhez még több maradványt kéne találni. Godefroit és társai szerint, az állat közeli rokonságban áll a Corythosaurusszal és a Hypacrosaurusszal.

## Életmódja
Az Olorotitan előfordulási helyén más állatok is éltek; ezek között a két Lambeosaurinae: a Parasaurolophusszerű Charonosaurus és az ősibb Amurosaurus, teknősök, krokodilok, theropodák és nodosauruszok. A lelőhelyen egy Saurolophusszerű Kerberosaurus maradványt is találtak. Eltérően Észak-Amerikától, ahol a késő kréta korszak végén a Lambeosaurinae alcsalád tagjai kihaltak, Ázsiában még nagy számban fordultak elő. Ez a jelenség az éghajlat és az életfeltételek különbségének köszönhető.
Mint minden hadroszaurusz, az Olorotitan is egyaránt képes volt két és négy lábon járni. Táplálékát, a növényeket több száz kicserélődő fogával őrölte meg. Az orrüregei a magas, több kamrás taréjba futottak. A taréj a kiadott hangok felerősítésére használt.